# Андраник Озанян
Андраник Торос Озанян (на арменски: Անդրանիկ Թորոսի Օզանյան, Զորավար Անդրանիկ) е арменски генерал, политически и обществен деец, борец за свобода, български офицер в Балканската война, широко възприеман като арменски национален герой.

## Ранни години
Роден в Шебинкарахисар, Турска Армения (сега вилает Гиресун, Турция). След като в млада възраст губи жена си и сина си, той се присъединява към Арменското освободително движение в Османската империя и участва в различни политически партии, включително в Арменската революционна федерация.

## Балканските войни
От 1907 г. живее в село Галата, днес квартал на град Варна. В началото на Балканската война участва в набирането на арменци-доброволци и сформирането на Арменска доброволческа рота. На 16 октомври 1912 г. тя е зачислена в състава на 12 Лозенградска дружина на Македоно-одринското опълчение. Така Андраник служи в Българската армия като един от командирите на ротата. Командир на ротата е Гарегин Нъждех, а Антраник е записан като войвода.
Първоначално ротата е била 231 души, но след това към нея се присъединяват още 42 доброволци. Ротата участва в боеве в Родопите и около Мраморно море. Ротата е разформирована на 28 май 1913 г. За заслуги Антраник е награден с войнишкия Златен кръст „За храброст“ II степен. и е произведен в чин подпоручик. Получава още българско поданство, Сребърен кръст „За храброст“ IV и III степен и специална правителствена пенсия. След войните също живее в Галата. Остава да живее в България до юли 1914 г.

## Първата световна война
През Първата световна война взема участие в Кавказката кампания и е издигнат в генерал в Арменския доброволчески корпус в Руската армия. Участва в 20 различни офанзиви, където печели слава благодарение на смелостта и тактическите си умения. Неговото командване помага на населението на Ван да избяга от турската армия в Източна Армения – тогава контролирана от Русия. На тази територия по-късно е създадена Демократична република Армения.
През януари 1919, докато арменските войски напредват, британското командване изтегля Андраник обратно до Зангезур и му обещава, че на Парижката мирна конференция ще бъде постигнат задоволителен мир.

## След Първата световна война
През 1919 напуска Армения покрай политическата бъркотия и борбите за власт и се установява във Фресно, Калифорния, САЩ. Живее в града 18 години до смъртта си на 31 август 1927 на 62-годишна възраст.
Тленните му останки са първоначално изпратени в Армения, но комунистическата власт отказва да ги приеме. Затова биват положени в гробище в Париж и се връщат в Армения едва през 2000 г.

## Признание
На 7 юли 2011 г. по инициатива на ръководството на Съюза на арменците в България на площад „Генерал Андраник“ в квартал Галата във Варна е открит паметник на генерал Андраник Озанян. Името му носят една от бойните групи на АСАЛА, отряд от силите на Нагорни Карабах, спортен клуб в Ливан, команда на скаути в Аржентина и голям арменски интернет клуб в Yahoo.
От 1934 до 1943 г. настоящият квартал „Парчевич“ на град Раковски, тогава село, носи името Антраниково.